# (29949) 1999 JM85
A (29949) 1999 JM85 a Naprendszer kisbolygóövében található aszteroida. A LINEAR projekt keretében fedezték fel 1999. május 15-én.